# Valter Molea
Valter Molea (født 8. juli 1966 i Napoli) er en italiensk tidligere roer og dobbelt verdensmester.
Molea blev som ung roer verdensmester for U/23 i firer uden styrmand i 1987, og han var første gang med ved OL i 1988 i Seoul, hvor han i somme bådtype var med til at blive nummer fem.
De følgende år kunne den italienske firer uden styrmand ikke holde blandt de allerbedste, og Molea roede et par år otter med samme resultat. Det blev til en række B-finaler ved VM i henholdsvis fireren og otteren samt en niendeplads ved OL 1992 i Barcelona i otteren. Efter OL 1992 vendte han tilbage til fireren, der derudover nu bestod af Carlo Mornati, Rafaello Leonardo og Riccardo Dei Rossi, og denne besætning fik nu et gennembrud med  VM-guld i 1994 og 1995. Kvartetten var derfor blandt favoritterne ved OL 1996 i Atlanta, og de vandt da også deres indledende heat, hvorpå de blev slået knebent af den franske båd i semifinalen. Disse to både kæmpede i finalen om føringen i begyndelsen, men de øvrige både var ikke langt væk, og italienerne havde brugt for mange kræfter i begyndelsen og endte på en sjette- og sidsteplads.
Ved VM i 1998 var Leonardo udskiftet i båden med Lorenzo Carboncini, og her vandt italienerne bronze, en præstation de gentog året efter. Ved OL 2000 i Sydney vandt samme besætning deres indledende heat, hvorpå de i semifinalen blev snævert besejret af den australske båd. Finalen blev en tæt kamp mellem italienerne og den britiske båd, der endte med at sejre med et forspring på 0,38 sekund, mens italienerne på andenpladsen var næsten et sekund foran australierne på bronzepladsen.

## OL-medaljer
- 2000:  Sølv i firer uden styrmand